# Адальберт Лончар
Адальберт Лончар (нім. Adalbert Lontschar; 10 вересня 1885, Марбург-ан-дер-Драу — 26 лютого 1947, Белград) — австро-угорський, австрійський і німецький офіцер, генерал-майор вермахту.

## Біографія
18 серпня 1905 року вступив в австро-угорську армію. Учасник Першої світової війни, після завершення якої продовжив службу в австрійській армії. З 1 жовтня 1937 року — командир тірольського єгерського полку. Після аншлюсу 15 березня 1938 року автоматично перейшов у вермахт. 1 квітня 1938 року призначений в штаб 53-го піхотного полку 14-ї піхотної дивізії, з 1 липня 1939 року — командир полку. Учасник Польської кампанії. З 1 лютого 1940 року — командир 14-го піхотного запасного полку, з 18 квітня 1941 року — 724-го піхотного полку 704-ї піхотної дивізії, який ніс окупаційну службу в Сербії. 18 липня 1941 року пережив напад югославських партизан, під час якого його ад'ютант отримав важкі поранення. З 9 лютого 1942 року — комендант 599-ї польової комендатури (Белградська область), з 1943 року — Белграда. 16 грудня 1943 року відправлений в резерв фюрера. 30 листопада 1944 року звільнений у відставку. В 1945 році заарештований югославською владою. Військовим трибуналом засуджений до страти і повішений.

## Звання
- Кадет-заступник офіцера (18 серпня 1905)
- Лейтенант (1 травня 1908)
- Оберлейтенант (1 травня 1913)
- Гауптман (1 вересня 1915)
- Майор (1 січня 1921)
- Оберстлейтенант (15 травня 1933)
- Оберст (1 лютого 1939)
- Генерал-майор (1 липня 1941)

## Нагороди
- Ювілейний хрест
- Медаль «За військові заслуги» (Австро-Угорщина)
  - бронзова з мечами
  - 2 срібні з мечами
- Хрест «За військові заслуги» (Австро-Угорщина) 3-го класу з військовою відзнакою і мечами
- Орден Залізної Корони 3-го класу з військовою відзнакою і мечами
- Військовий Хрест Карла
- Медаль «За поранення» (Австро-Угорщина) для інвалідів
- Пам'ятна військова медаль (Австрія) з мечами
- Пам'ятна військова медаль (Угорщина) з мечами
- Почесний знак «За заслуги перед Австрійською Республікою», золотий знак
- Хрест «За вислугу років» (Австрія) 2-го класу для офіцерів (25 років)
- Орден Заслуг (Австрія), лицарський хрест
- Почесний хрест ветерана війни з мечами
- Медаль «За вислугу років у Вермахті» 4-го, 3-го, 2-го і 1-го класу (25 років)
- Нагрудний знак «За поранення» в чорному
- Залізний хрест 2-го і 1-го класу
- Хрест Воєнних заслуг 2-го і 1-го класу з мечами